# 국풍’81
국풍’81(國風’81)은 1981년 5월 28일부터 6월 1일까지 5일간 서울특별시 여의도에서 열렸던 대규모의 문화 축제이다. 한국신문협회가 주최하고 한국방송공사가 주관하였다.

## 배경 및 준비
전두환을 중심으로 한 신군부는 1979년 12월 12일 12·12 군사 반란으로 정권을 잡은 뒤, 1980년 5월 17일 비상계엄을 전국으로 확대한 후 5·18 광주 민주화 운동을 탄압하여 반대 세력을 약화시킨 뒤 제5공화국을 출범시켰다.
1980년 언론 통폐합 이후, 1979년 동양방송에서 주최했던 ‘제1회 전국 대학생 축제 경연대회’를 KBS로 옮기면서 제2회 행사를 추진하려던 참에, 청와대 정무1비서관 허문도의 지시로 소박했던 축제가 '국풍'이라는 대규모 행사로 바뀌었다. 허문도는 김지하, 김민기, 임진택. 채희완 등을 포섭하고자 했으나 모두 실패하였고, 결국 자신의 모교였던 서울대학교 졸업생들을 모아 행사에 참가토록 했다.

## 진행
'새 歷史(역사)를 創造(창조)하는 것은 靑年(청년)의 熱(열)과 意志(의지)와 힘이다'라는 캐치프라이즈를 걸고 여의도광장과 둔치 마당에서 5일간 밤낮없이 행사가 진행되었다. 행사가 열리는 여의도 일대는 차 없는 거리로 지정되었고, 행사 기간 동안 야간통행금지도 일시 해제되었다. 행사에는 전국 198개 대학의 6천여 명의 학생과 일반인 7천여 명이 참가하여 민속 문화를 중심으로 한 각종 공연·대회·축제·장터 등이 진행 또는 운영되었다. 행사에 동원된 인원은 16만명이었고, 5일간 행사를 보기 위해 여의도를 찾은 인원은 6백만명(본부측 추산1000만명)에 달했다. 민속문화보다는 야간에 있었던 가요제가 더욱 큰 인기를 끌었다.

## 서울올림픽 유치 홍보
공교롭게도 국풍81이 열린 시기인 1981년 5월은 1년 전인 1980년 전라남도 광주(현재의 광주광역시)에서 일어났던 5.18 민주화운동 1주년을 맞이하는 해이기도 하였고 1981년 9월 30일 1988년 서울올림픽 유치를 앞두고 있던 때라 정부는 국풍81을 통해서 9월에 발표될 1988년 하계올림픽의 유치 홍보를 위해 국풍81에 서울올림픽에 관한 홍보활동도 벌였다. 전두환 정부에게는 사실상 광주 민주화운동에 대한 진실을 잠재울 수 있는 더할 나위 없는 기회라 이 당시부터 국민들의 시선을 1988년 하계올림픽 유치에 쏠리도록 방송사와 광고계 등을 통해서 1988년 하계올림픽의 서울 유치희망을 대대적으로 홍보하였다. 게다가 하계올림픽 유치 상대도시가 일본의 나고야이기도 하여서 국민들의 일본에 대한 반감과 일본을 이길 수 있는 민족의 자존심까지 내세우며 이를 잠재우려고 안간힘을 쓰기도 하였다.

## 평가
행사 직후 언론사의 보도에서 대규모 군중 집회의 허용과 민족문화에 대한 자각이 긍정적으로 평가되었으나, 고유 문화의 원형보존의 노력이 부족하고, 농번기 행사로 시기 선택이 부적절하였으며, 규모에 따른 막대한 비용과 질서 유지가 어려운 문제가 있었음이 지적되었다. 국회에서는 대학생들의 참여가 적었음이 지적되었고, 이듬해 열린 민속학자 심포지엄에서는 현장의 자연민속을 파괴할 수 있는 ‘모조 민속’으로 평가되기도 하였다.
1981년 전두환 정부는 5·18 1주년을 맞아 광주에 쏠릴 국민의 관심을 잠재우고 정권에 반대하는 세력을 무력화시키기 위한 무언가를 준비해야만 했고, 제5공화국 헌법에 규정된 '민족문화의 창달' 을 앞세워 대규모 문화행사를 계획하게 되었다는 주장이 있다. 충무김밥은 국풍81을 통해서 전국적으로 유명해졌다고 한다.

## 국풍81 출신 가수
- 이용
- 옥슨81 (홍서범)

## 관련 논문
- 채정수, 〈스펙타클과 정치권력의 상관성 연구: '국풍 81'을 중심으로 〉, 홍익대학교 영상대학원 석사학위논문, 2010년 8월
- 김지연, 〈전두환 정부의 국풍81: 권위주의 정부의 문화적 자원동원 과정〉, 이화여자대학교 대학원 정치외교학과 석사학위논문, 2014년

## 같이 보기
- 3S 정책